# Squadriglia 71
71ª Squadriglia Aeroplani da Caccia (röviden: 71ª, teljes nevén magyarul: 71. Vadászrepülő Osztag) egy olasz katonai repülőszázad volt, amelyben  az első világháború során 3 olasz ászpilóta is szolgált. Az ászpilóták összesen 11 légi győzelmet szereztek a századnak, azonban nem tudni, hogy a nem ászpilóták (4, vagy annál kevesebb légi győzelmet elért) mennyit.

## Története

### Megalakulása
A század nagy valószínűséggel 1917-ben alakult meg, erre a légi győzelmek megszerzésének idejéből lehet következtetni. 

### Ászpilóták
- Antonio Amantea (5 légi győzelem az osztagnál)
- Sebastiano Bedendo (5 légi győzelem az osztagnál)
- Antonio Riva (1 légi győzelem az osztagnál)

## Lásd még
- Első világháború
- Olaszok
- Olaszország történelme